# رودي أولوا
رودي أولوا (بالإسبانية: Rudy Ulloa)‏ هو شخصية أعمال أرجنتيني، ولد في 1 أبريل 1960 في بويرتو نتالز في تشيلي.